# Колірідіани
Колірідіани були нібито ранньохристиянським єретичним рухом в Аравії, прихильники якого, очевидно, поклонялися Діві Марії, матері Ісуса, як богині. Існування секти є предметом деяких суперечок вчених, оскільки єдиним сучасним джерелом, що описує її, є Панаріон Єпіфанія Саламінського, опублікований приблизно в 376 р. н.е.
За словами Єпіфанія, деякі жінки в переважно язичницькій Аравії поєднали вірування корінного населення з поклонінням Марії і пропонували маленькі тістечка або булочки. Ці коржі називалися колліріс (грец. κολλυρις) і є джерелом назви Колірідіани. Єпіфаній стверджував, що коліридіанство зародилося у Фракії та Скіфії, хоча вперше воно, можливо, прибуло до цих регіонів із Сирії чи Малої Азії.
Богослов Карл Герок заперечував існування колірідіанів, описуючи як малоймовірне те, що секта, що складається лише з жінок, могла проіснувати так довго, як описав Єпіфаній. Протестантський письменник Самуель Цвемер зазначив, що єдине джерело інформації про секту походить від Єпіфанія.
У своїй книзі 1976 року «Діва» історик Джефрі Еш висунув гіпотезу, що колірідіани представляли паралельну християнству релігію Марії, засновану послідовниками першого покоління Діви Марії, чиї доктрини пізніше були включені церквою на Ефеському соборі в 431 році. Історикиня Аверіл Кемерон більш скептично ставилася до того, чи взагалі існував рух, і зазначила, що Єпіфаній є єдиним джерелом для групи і що пізніші автори просто посилаються на його текст.